# Drengen i himlen
Drengen i himlen er en dansk kortfilm fra 1997 instrueret af Hans Fabian Wullenweber efter eget manuskript.

## Handling
Denne artikel mangler et handlingsreferat. Hjælp os med at skrive det.

## Medvirkende
- Morten Rode, Henrik
- Jens Jørn Spottag, Esben
- Stig Hoffmeyer, Helmuth
- Ada Bligaard Søby, Terese
- Annika Johannesen, Moderen